# Maison Briska
La maison Briska est une maison classée située dans le centre historique de la ville de Stavelot en Belgique (province de Liège).

## Localisation
Cette maison est située aux nos 11 et 13 de la rue des Écoles, une rue pavée de la partie haute du centre historique de la ville ardennaise de Stavelot. La maison Briska se compose à l'origine de deux immeubles repris encore aujourd'hui sous deux numérotations différentes : le no 11 occupe la partie gauche de la façade principale située le long de la rue des Écoles et est bâtie en ressaut d'une travée par rapport au no 13 qui présente une façade plus large (cinq travées). La façade arrière, d'un seul volume, est située le long de la rue Marlennes (route nationale 68 Trois-Ponts - Malmedy).

## Historique
Une première maison (no 13) est construite vraisemblablement à la fin du XVIIIe siècle probablement pour un usage industriel. La seconde maison (no 11) est venue s'adosser en appentis à la première quelques années ou décennies plus tard.

## Description
Le soubassement, plus haut pour la façade arrière, est réalisé en moellons de grès de la région et le reste de la maison est élevé en colombages et torchis chaulé avec ossature en pans-de-bois. L'immeuble possède trois niveaux (deux étages),.

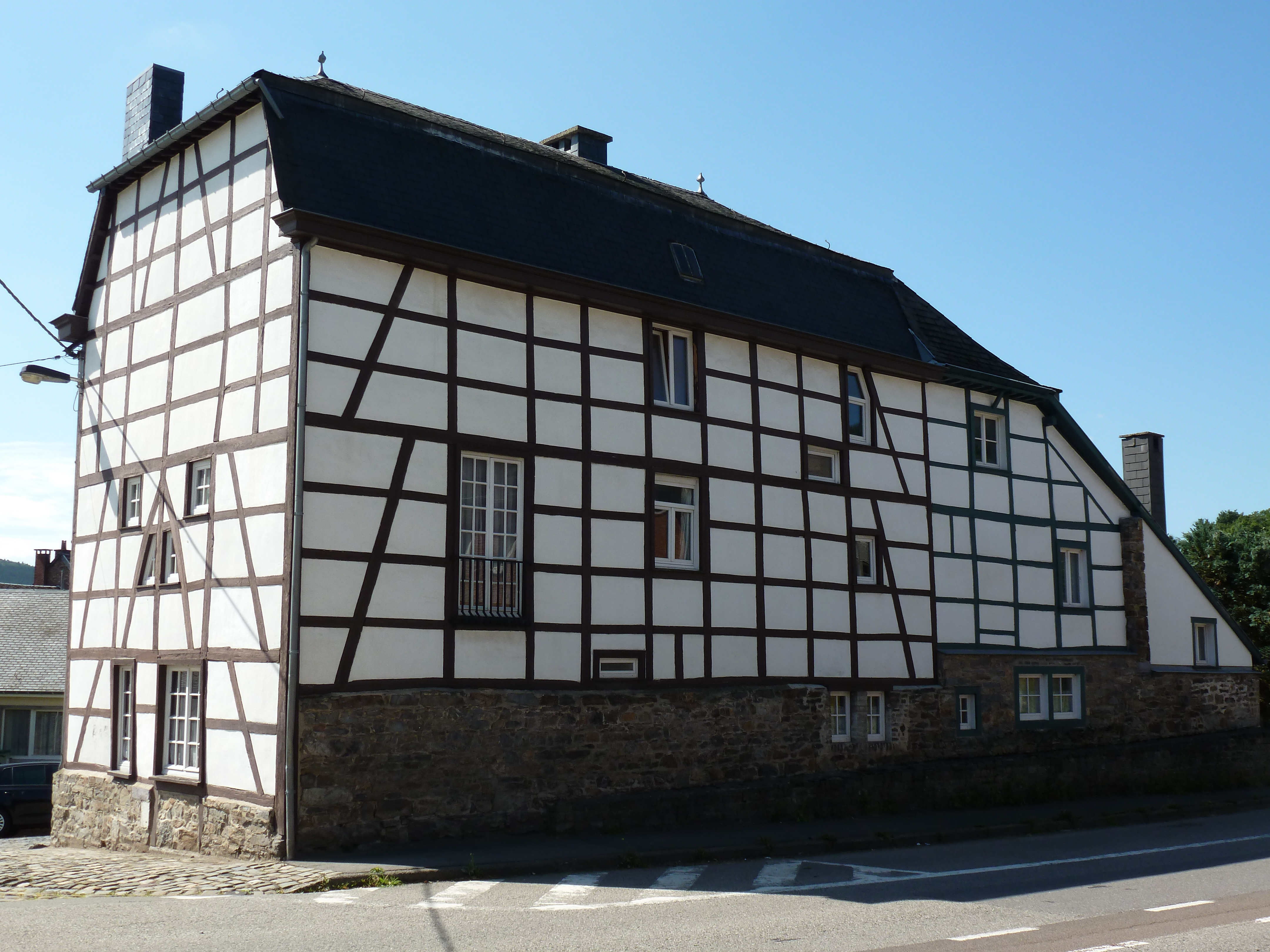
Façade arrière, rue Marlennes.